# Liste der Einträge im National Register of Historic Places im Stewart County (Tennessee)

Lage des Stewart Countys in Tennessee

Diese Liste der Einträge im National Register of Historic Places im Stewart County nennt die 15 Anwesen und historischen Distrikte, die im Stewart County, Tennessee ins National Register of Historic Places eingetragen sind.

## Derzeitige Einträge
| [ 1 ] | Name                               | Bild                               | Eintragsdatum                 | Lage                                                                                                 | Ort             | Beschreibung |
| ----- | ---------------------------------- | ---------------------------------- | ----------------------------- | --- | --------------- | ------------ |
| 1     | Bear Spring Furnace (40SW207)      | Bear Spring Furnace (40SW207)      | 9. Apr. 1988 ID-Nr. 88000259  | Adresse Verschlußsache 36° 28′ 33,4″ N, 87° 45′ 9,5″ W                                               | Dover           |              |
| 2     | Bellwood Furnace (40SW210)         |                                    | 21. Apr. 1988 ID-Nr. 88000382 | Adresse Verschlußsache                                                                               | Bumpus Mills    |              |
| 3     | Brunsoni Furnace (40SW219)         |                                    | 11. Apr. 1988 ID-Nr. 88000255 | Adresse Verschlußsache                                                                               | Cumberland City |              |
| 4     | Clark Furnace (40SW212)            | Clark Furnace (40SW212)            | 11. Apr. 1988 ID-Nr. 88000249 | Adresse Verschlußsache                                                                               | Standing Rock   |              |
| 5     | Cross Creek Furnace (40SW217)      |                                    | 11. Apr. 1988 ID-Nr. 88000256 | Adresse Verschlußsache                                                                               | Indian Mound    |              |
| 6     | Dover Flint Quarries               |                                    | 7. Mai 1973 ID-Nr. 73001833   | Adresse Verschlußsache                                                                               | Dover           |              |
| 7     | Eclipse Furnace (40SW213)          | Eclipse Furnace (40SW213)          | 11. Apr. 1988 ID-Nr. 88000260 | Adresse Verschlußsache                                                                               | McKinnon        |              |
| 8     | Fort Donelson National Battlefield | Fort Donelson National Battlefield | 15. Okt. 1966 ID-Nr. 66000076 | 1,5 km westlich von Dover am U.S. Highway 79                                                         | Dover           |              |
| 9     | Fort Henry Site                    |                                    | 10. Okt. 1975 ID-Nr. 75001789 | nordwestlich von Dover abseits des U.S. Highway 79 an der Fort Henry Rd. 36° 30′ 20″ N, 88° 1′ 45″ W | Dover           |              |
| 10    | Great Western Furnace              | Great Western Furnace              | 6. Okt. 1975 ID-Nr. 75001790  | nordwestlich von Dover an der State Route 49 36° 38′ 24″ N, 87° 58′ 32″ W                            | Dover           |              |
| 11    | Henry Hollister House              |                                    | 9. Apr. 1988 ID-Nr. 88000262  | Chapel Ridge Rd. 36° 22′ 56″ N, 87° 40′ 28″ W                                                        | Cumberland City |              |
| 12    | LaGrange Furnace (40SW214)         | LaGrange Furnace (40SW214)         | 21. Apr. 1988 ID-Nr. 88000383 | Adresse Verschlußsache                                                                               | McKinnon        |              |
| 13    | Rough and Ready Furnace (40SW215)  |                                    | 9. Apr. 1988 ID-Nr. 88000251  | Adresse Verschlußsache                                                                               | Cumberland City |              |
| 14    | Saline Furnace (40SW218)           |                                    | 9. Apr. 1988 ID-Nr. 88000258  | Adresse Verschlußsache                                                                               | Bumpus Mills    |              |
| 15    | Samuel Stacker House               |                                    | 11. Apr. 1988 ID-Nr. 88000257 | Long Branch Rd. 36° 27′ 39″ N, 87° 47′ 42″ W                                                         | Dover           |              |